# Kees Pijl
Cornelis Alidanis „Kees“ Pijl (* 9. Juni 1897 in Oosterhout; † 3. September 1976 in Rotterdam) war ein niederländischer Fußballspieler und -trainer. 
Pijl spielte von 1916 bis 1932 bei Feĳenoord; für die Rotterdamer schoss der Mittelstürmer 179 Tore in 203 Meisterschaftsspielen. Damit ist er noch immer zweitbester Torschütze der Vereinsgeschichte, hinter Jaap Barendregt. Mit Pijl holte Feĳenoord 1924 und 1928 seine ersten beiden Meistertitel. Von 1942 bis 1946 arbeitete er im Verein als Trainer der ersten Mannschaft.
Er bestritt von 1924 bis 1926 acht Länderspiele für die niederländische Nationalmannschaft. Fünf seiner sieben Tore für Oranje erzielte Pijl bei den Olympischen Spielen 1924 in Paris, vier davon im Achtelfinale beim 6:0 über Rumänien.
1997 wurde in Rotterdam eine Straße nach ihm benannt.